# Verrallina notabilis
Verrallina notabilis är en tvåvingeart som beskrevs av Mercedes Delfinado 1967. Verrallina notabilis ingår i släktet Verrallina och familjen stickmyggor. Inga underarter finns listade i Catalogue of Life.